# Ba Đình (quận)
Ba Đình là một quận cũ nằm ở trung tâm thuộc thành phố Hà Nội, Việt Nam.
Ba Đình là một trong 4 quận trung tâm của thủ đô. Đây là nơi tập trung nhiều cơ quan quan trọng của Đảng, Nhà nước nói chung và Hà Nội nói riêng.

## Địa lý

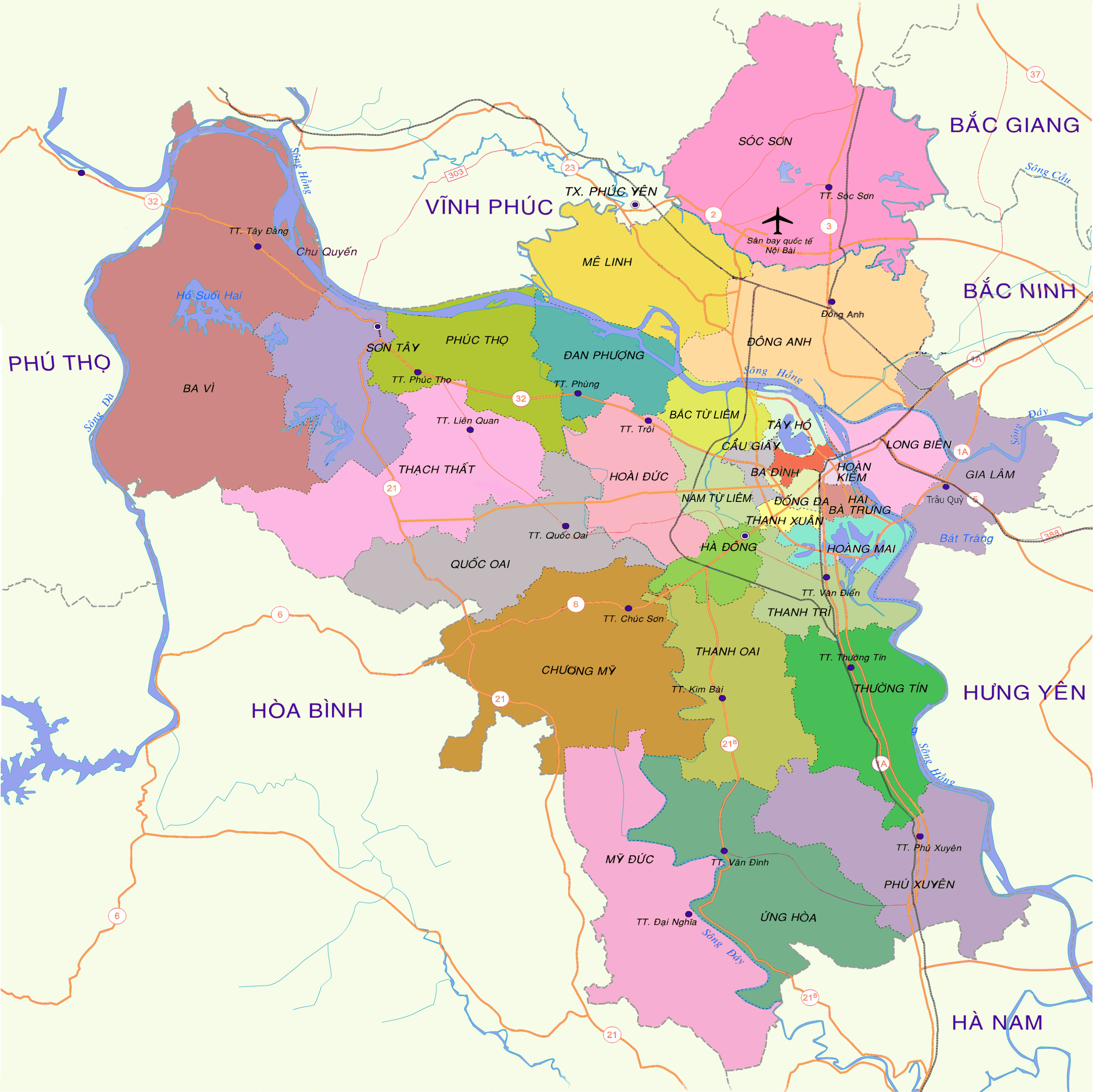
Vị trí quận Ba Đình (màu đỏ cam) trên bản đồ Hà Nội

Quận Ba Đình nằm ở trung tâm thành phố Hà Nội, có vị trí địa lý: 
- Phía đông giáp quận Long Biên với ranh giới tự nhiên là sông Hồng
- Phía đông nam giáp quận Hoàn Kiếm với ranh giới là các phố Hàng Đậu, Phan Đình Phùng, Lý Nam Đế và đường tàu
- Phía tây giáp quận Cầu Giấy với ranh giới là đường Bưởi sông Tô Lịch
- Phía nam giáp quận Đống Đa với ranh giới là các phố Nguyễn Thái Học, Giảng Võ, Láng Hạ, Huỳnh Thúc Kháng, Nguyên Hồng, Đê La Thành, đường Nguyễn Chí Thanh
- Phía bắc giáp quận Tây Hồ với ranh giới là khu dân cư An Dương, đường Thanh Niên, đường Hùng Vương, đường Hoàng Hoa Thám.

Dân số năm 2017 là 247.100 người.

## Tên gọi
Tên gọi Ba Đình xuất phát từ chiến khu Ba Đình của cuộc khởi nghĩa Ba Đình diễn ra từ năm 1886 - 1887 hưởng ứng phong trào Cần Vương cuối thế kỷ XIX của các nhà cách mạng yêu nước là Phạm Bành, Đinh Công Tráng và nhân dân huyện Nga Sơn, Thanh Hóa.
Năm 1945 tên gọi Ba Đình được đặt cho vườn hoa ngã sáu phía sau vườn bách thảo, nơi này Chủ tịch Hồ Chí Minh đã đọc bản tuyên ngôn độc lập khai sinh ra nước Việt Nam Dân chủ Cộng hòa ngày 2 tháng 9 năm 1945.
Năm 1959 tên gọi Ba Đình được đặt cho một trong tám khu phố nội thành của Hà Nội. Năm 1981 khu phố Ba Đình được đổi tên thành quận Ba Đình như tên gọi hiện tại.

## Lịch sử

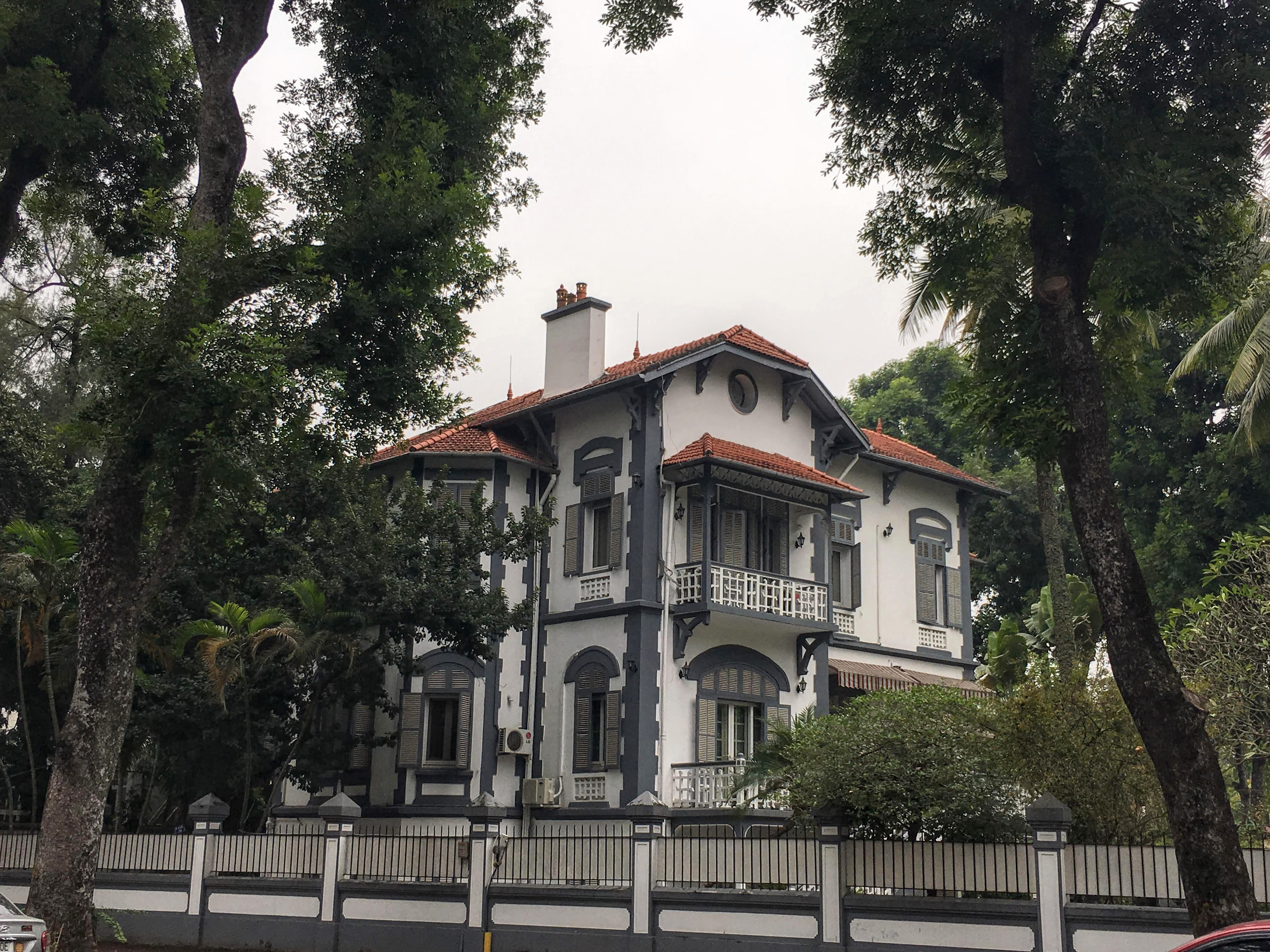
Biệt thự Pháp cổ khu Ba Đình

Địa bàn quận Ba Đình hiện nay nằm trên nền đất xưa vốn thuộc tổng Hữu Nghiêm (sau đổi là Yên Hòa), huyện Thọ Xương và các tổng Yên Thành, Nội, Thượng, Trung, huyện Vĩnh Thuận.
Sau năm 1954, khu vực này được chia thành hai khu, gọi là khu Ba Đình và khu Trúc Bạch. Năm 1961, thành lập khu phố Ba Đình trên cơ sở sáp nhập khu Ba Đình, khu Trúc Bạch; xã Đông Thái, một phần xã Thái Đô thuộc quận V cũ; 2 xã: Ngọc Hà, Phúc Lệ và một phần xã Thống Nhất thuộc quận VI.
Tháng 6 năm 1981, chuyển các khu phố thành quận, khu phố Ba Đình đổi thành quận Ba Đình, gồm 15 phường: Bưởi, Cầu Giấy, Cống Vị, Điện Biên, Đội Cấn, Giảng Võ, Kim Mã, Ngọc Hà, Nguyễn Trung Trực, Phúc Xá, Quán Thánh, Thành Công, Thụy Khuê, Trúc Bạch, Yên Phụ. Toàn bộ khu vực Hoàng thành Thăng Long khi đó nằm trong quận này.
Tháng 10 năm 1995, 3 phường: Bưởi, Thụy Khuê, Yên Phụ thuộc quận Ba Đình chuyển sang trực thuộc quận Tây Hồ. Quận Ba Đình còn 12 phường: Cầu Giấy, Cống Vị, Điện Biên, Đội Cấn, Giảng Võ, Kim Mã, Ngọc Hà, Nguyễn Trung Trực, Phúc Xá, Quán Thánh, Thành Công, Trúc Bạch. Ngày 22 tháng 11 năm 1996, phường Cầu Giấy đổi tên thành phường Ngọc Khánh do trùng tên với quận Cầu Giấy mới thành lập.
Ngày 5 tháng 1 năm 2005, điều chỉnh địa giới hành chính giữa hai phường Ngọc Khánh và Cống Vị, đồng thời thành lập 2 phường Liễu Giai (tách ra từ các phường Ngọc Hà và Cống Vị) và Vĩnh Phúc (tách ra từ phường Cống Vị). Ngày 1 tháng 1 năm 2025, sáp nhập phường Nguyễn Trung Trực vào phường Trúc Bạch.
Quận Ba Đình có 13 phường như hiện nay.

## Hành chính
Quận Ba Đình có 13 đơn vị hành chính cấp xã trực thuộc, bao gồm 13 phường: Cống Vị, Điện Biên, Đội Cấn, Giảng Võ, Kim Mã, Liễu Giai, Ngọc Hà, Ngọc Khánh, Phúc Xá, Quán Thánh, Thành Công, Trúc Bạch, Vĩnh Phúc.
| Tên         | Diện tích (km²) | Dân số (người)2022 | Mật độ dân số (người/km²) |
| ----------- | --------------- | ------------------ | ------------------------- |
| Phường (13) |                 |                    |                           |
| Cống Vị     | 0,53            | 17.478             | 32.977                    |
| Điện Biên   | 0,94            | 8.999              | 9.573                     |
| Đội Cấn     | 0,40            | 14.726             | 36.815                    |
| Giảng Võ    | 0,61            | 22.422             | 36.757                    |
| Kim Mã      | 0,48            | 13.155             | 27.406                    |
| Liễu Giai   | 0,68            | 19.805             | 29.125                    |

| Tên        | Diện tích (km²) | Dân số (người)2022 | Mật độ dân số (người/km²) |
| ---------- | --------------- | ------------------ | ------------------------- |
| Ngọc Hà    | 0,82            | 20.462             | 24.954                    |
| Ngọc Khánh | 1,06            | 22.835             | 21.542                    |
| Phúc Xá    | 0,89            | 18.679             | 20.988                    |
| Quán Thánh | 0,77            | 7.700              | 10.000                    |
| Thành Công | 0,64            | 20.910             | 32.672                    |
| Trúc Bạch  | 0,66            | 16.782             | 25.427                    |
| Vĩnh Phúc  | 0,71            | 22.967             | 32.348                    |

## Các địa điểm nổi tiếng
- Lăng Chủ tịch Hồ Chí Minh
- Quảng trường Ba Đình
- Toà nhà Quốc hội Việt Nam
- Chùa Một Cột
- Bảo tàng Hồ Chí Minh

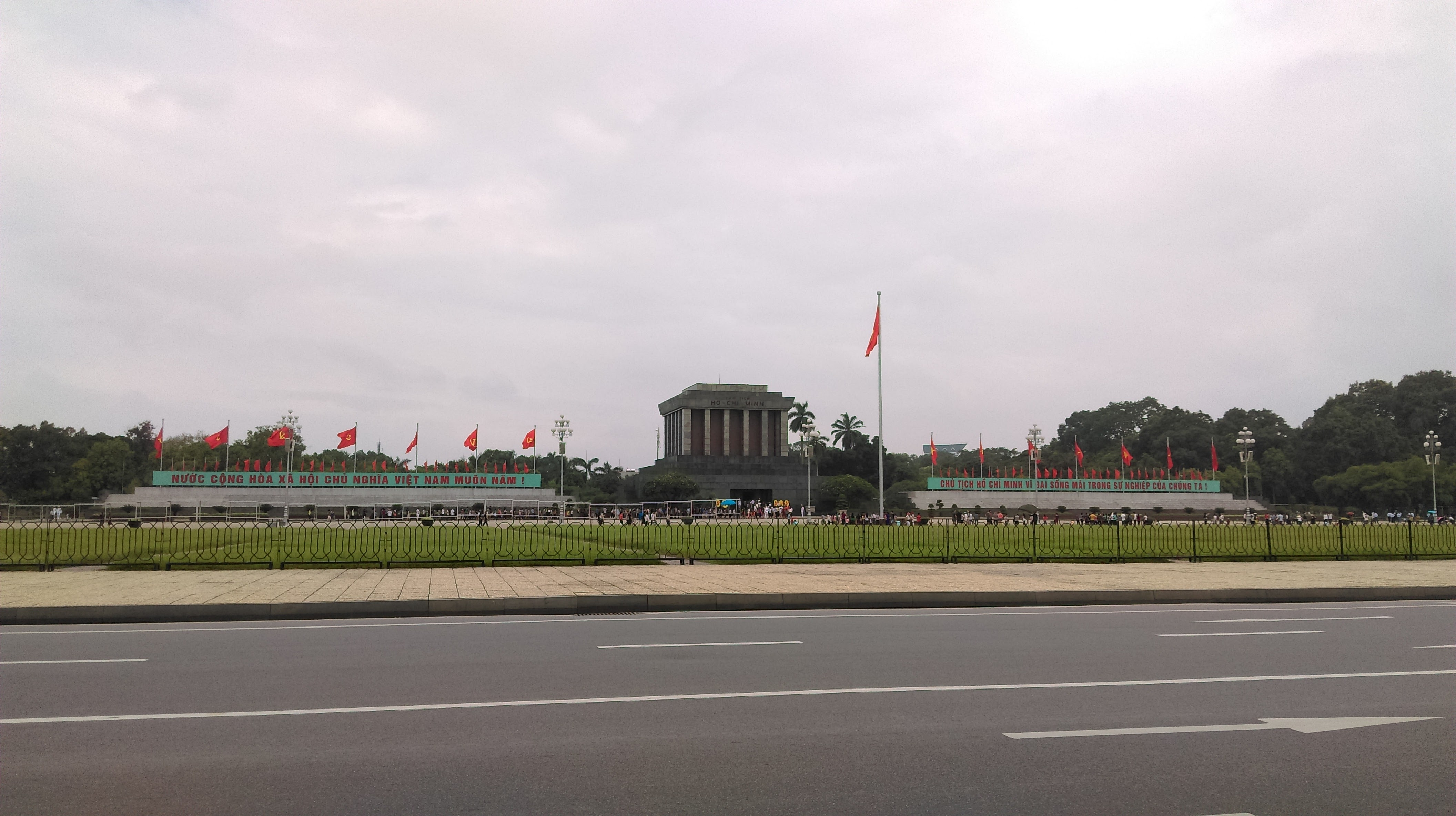
Quảng trường Ba Đình và lăng Hồ Chí Minh

- Khu di tích Chủ tịch Hồ Chí Minh tại Phủ Chủ tịch
- Cột cờ Hà Nội
- Bảo tàng Quân đội
- Bảo tàng Mỹ thuật
- Hoàng thành Thăng Long
- Công viên Lê Nin
- Phủ Chủ tịch
- Hồ Trúc Bạch
- Hồ Thành Công
- Đền Quán Thánh
- Hồ Hữu Tiệp
- Chợ Long Biên
- Chợ Châu Long
- Công viên Thủ Lệ
- Triển lãm Giảng Võ
- Bến xe Kim Mã
- Cung thể thao Quần Ngựa
- Lotte Center Hà Nội
- Đài Truyền hình Việt Nam
- Nhà thờ Cửa Bắc
- Trung tâm Chiếu phim Quốc gia
- Hiệu bánh cốm Nguyên Ninh
- Vườn bách thảo Hà Nội
- Nhà hàng đặc sản bánh tôm Hồ Tây
- Kem Hồ Tây
- Phố đi bộ Đảo Ngọc – Ngũ Xã
- Vinhomes Metropolis 29 Liễu Giai
- Ngôi nhà số 300 Kim Mã
- Tòa nhà Capital Place 29 Liễu Giai

## Đường phố
- An Xá
- Bà Huyện Thanh Quan
- Bắc Sơn
- Bưởi
- Cao Bá Quát
- Cầu Giấy
- Châu Long
- Chu Văn An
- Chùa Một Cột
- Cửa Bắc
- Đào Tấn
- Đặng Dung
- Đặng Tất
- Điện Biên Phủ
- Độc Lập
- Đốc Ngữ
- Đội Cấn
- Đội Nhân
- Giang Văn Minh
- Giảng Võ
- Hàng Bún
- Hàng Cháo
- Hàng Đậu
- Hàng Than
- Hoàng Diệu
- Hoàng Hoa Thám
- Hoàng Văn Thụ
- Hòe Nhai
- Hồng Hà
- Hồng Phúc
- Hùng Vương
- Huỳnh Thúc Kháng
- Khúc Hạo
- Kim Mã
- Kim Mã Thượng
- La Thành
- Lạc Chính
- Láng Hạ
- Lê Duẩn
- Lê Hồng Phong
- Lê Trực
- Liễu Giai
- Linh Lang
- Lý Nam Đế
- Lý Văn Phức
- Mạc Đĩnh Chi
- Mai Anh Tuấn
- Nam Cao
- Nam Tràng
- Nghĩa Dũng
- Ngọc Hà
- Ngọc Khánh
- Ngũ Xã
- Nguyễn Biểu
- Nguyễn Cảnh Chân
- Nguyễn Chí Thanh
- Nguyễn Công Hoan
- Nguyên Hồng
- Nguyễn Khắc Hiếu
- Nguyễn Khắc Nhu
- Nguyễn Phạm Tuân
- Nguyễn Thái Học
- Nguyễn Thiếp
- Nguyễn Tri Phương
- Nguyễn Trung Trực
- Nguyễn Trường Tộ
- Nguyễn Văn Ngọc
- Núi Trúc
- Ông Ích Khiêm
- Phạm Hồng Thái
- Phạm Huy Thông
- Phan Đình Phùng
- Phan Huy Ích
- Phan Kế Bính
- Phó Đức Chính
- Phúc Xá
- Quần Ngựa
- Quán Thánh
- Sơn Tây
- Tân Ấp
- Thái Hà
- Thanh Bảo
- Thành Công
- Thanh Niên
- Tôn Thất Đàm
- Tôn Thất Thiệp
- Trần Huy Liệu
- Trần Phú
- Trần Tế Xương
- Trấn Vũ
- Trịnh Hoài Đức
- Trúc Bạch
- Vạn Bảo
- Văn Cao
- Vạn Phúc
- Vĩnh Phúc
- Yên Ninh
- Yên Phụ
- Yên Thế

## Hạ tầng
Hiện nay, các phường phía tây quận Ba Đình là những khu dân cư tập trung với những khu nhà chung cư được xây dựng sớm nhất của Hà Nội như Giảng Võ, Thành Công, Ngọc Khánh, Vĩnh Phúc, Cống Vị, Liễu Giai...
Các dự án đường sắt đô thị đi qua địa bàn quận là các tuyến số 1 (Ngọc Hồi - Yên Viên), tuyến số 2 (Nội Bài - Thượng Đình), tuyến số 3 (Trôi - Nhổn - Yên Sở), tuyến số 5 (Hồ Tây - Hòa Lạc), trong đó tuyến số 3 đoạn Nhổn - Ga Hà Nội (một phần của tuyến Trôi - Nhổn - Yên Sở) hiện đang được thi công; tuyến số 1, tuyến số 2 đoạn Nam Thăng Long - Trần Hưng Đạo (một phần của tuyến Nội Bài - Thượng Đình) và tuyến số 5 hiện đang được đầu tư xây dựng.
Trên địa bàn quận Ba Đình đã và đang xây dựng các khu đô thị như: khu đô thị 671 Hoàng Hoa Thám, khu đô thị bệnh viện 354, khu đô thị Vinhomes Gallery Giảng Võ...

### Hệ thống đường sắt đô thị
● Tuyến số 3 (Đang xây dựng): (Quận Cầu Giấy) ← Ga Cầu Giấy - Ga Kim Mã → (Quận Đống Đa)

### Hệ thống xe buýt

#### Điểm đầu cuối và trung chuyển:
- Điểm trung chuyển Long Biên (17, 24, 47A, 50, 54, 58, 65, 98, 100, E05, E07)
- Bến xe Kim Mã (99, 107, BRT01)

#### Các tuyến xe buýt hoạt động:
| Tuyến xe buýt                                             | Ghi chú                                                    | Lộ trình trong khu vực quận Ba Đình |
| --------------------------------------------------------- | ---------------------------------------------------------- | --- |
| BRT01(Bến xe Yên Nghĩa - Kim Mã)                          |                                                            | Chiều đi:... - Láng Hạ - Giảng Võ - Giang Văn Minh - Kim Mã - Bến xe Kim Mã Chiều về: Bến xe Kim Mã - Giảng Võ - Láng Hạ -... |
| 01(Bến xe Gia Lâm - Bến xe Yên Nghĩa)                     |                                                            | Chiều đi:... - Yên Phụ - Hàng Đậu - Quán Thánh... Chiều về:... - Phan Đình Phùng - Hàng Đậu ... |
| 02(Bác Cổ - Bến xe Yên Nghĩa)                             |                                                            | Chiều đi:... - Điện Biên Phủ - Trần Phú - Chu Văn An -... Chiểu về:... - Nguyễn Thái Học -... |
| 09A(Bờ Hồ - Đại học Mỏ)                                   | Hoạt động Thứ 2 đến 18:00 Thứ 6 hàng tuần                  | Chiều đi:... - Điện Biên Phủ - Lê Hồng Phong - Đội Cấn - Liễu Giai - Nguyễn Chí Thanh - La Thành - Điểm trung chuyển Cầu Giấy (hè trước tường rào vườn thú Hà Nội) - Đường Bưởi -... Chiều về:... - Đường Bưởi (đường dưới bên bờ sông Tô Lịch) - Cầu Giấy - Điểm trung chuyển xe buýt Cầu Giấy (hè trước tường rào trường Đại học giao thông vận tải) - Cầu Giấy (đường dưới) - Kim Mã - Liễu Giai - Văn Cao - Hoàng Hoa Thám - Ngọc Hà - Lê Hồng Phong - Điện Biên Phủ -... |
| 09ACT(Trần Khánh Dư - Đại học Mỏ)                         | Hoạt động 18:00 Thứ 6 đến Chủ nhật (tránh tuyến phố đi bộ) | Chiều đi:... - Điện Biên Phủ - Lê Hồng Phong - Đội Cấn - Liễu Giai - Nguyễn Chí Thanh - La Thành - Điểm trung chuyển Cầu Giấy (hè trước tường rào vườn thú Hà Nội) - Đường Bưởi -... Chiều về:... - Đường Bưởi (đường dưới bên bờ sông Tô Lịch) - Cầu Giấy - Điểm trung chuyển xe buýt Cầu Giấy (hè trước tường rào trường Đại học giao thông vận tải) - Cầu Giấy (đường dưới) - Kim Mã - Liễu Giai - Văn Cao - Hoàng Hoa Thám - Ngọc Hà - Lê Hồng Phong - Điện Biên Phủ -... |
| 09B(Bờ Hồ - Bến xe Mỹ Đình)                               | Hoạt động Thứ 2 đến 18:00 Thứ 6 hàng tuần                  | ... - Huỳnh Thúc Kháng -... |
| 09BCT(Trần Khánh Dư - Bến xe Mỹ Đình)                     | Hoạt động 18:00 Thứ 6 đến Chủ nhật (tránh tuyến phố đi bộ) | ... - Huỳnh Thúc Kháng -... |
| 12(Công viên Nghĩa Đô - Khánh Hà (Thường Tín))            |                                                            | ... - Đào Tấn - Liễu Giai - Nguyễn Chí Thanh -... |
| 17(Long Biên - Nội Bài)                                   |                                                            | ĐTC Long Biên - Yên Phụ -... |
| 22A(Bến xe Gia Lâm - Khu đô thị Trung Văn)                |                                                            | Chiều đi:... Yên Phụ - Hàng Đậu - Quán Thánh - Nguyễn Biểu - Hoàng Diệu - Trần Phú - Kim Mã - Liễu Giai - Nguyễn Chí Thanh -... Chiều về:... - Nguyễn Chí Thanh - Kim Mã - Nguyễn Thái Học - Hoàng Diệu - Phan Đình Phùng - Hàng Đậu -... |
| 23(Nguyễn Công Trứ - Nguyễn Công Trứ)                     |                                                            | Chiều đi:... La Thành - Giảng Võ - Giang Văn Minh - Kim Mã - Nguyễn Thái Học - Hoàng Diệu - Phan Đình Phùng - Hàng Đậu -... Chiều về:... - ĐTC Long Biên - Yên Phụ - Hàng Than - Quán Thánh - Nguyễn Biểu - Hoàng Diệu - Lê Hồng Phong - Ông Ích Khiêm - Sơn Tây - Kim Mã - Giảng Võ - La Thành -... |
| 24(Long Biên - Cầu Giấy)                                  |                                                            | Long Biên - Yên Phụ -... |
| 25(Bến xe Giáp Bát - Bệnh viện Bệnh nhiệt đới TƯ cơ sở 2) |                                                            | Chiều đi:... - Bưởi - Đào Tấn - Liễu Giai - Kim Mã - Nguyễn Thái Học - Giảng Võ -... Chiều về:... - Giảng Võ - Núi Trúc - Kim Mã - Liễu Giai - Đào Tấn - Bưởi -... |
| 26(Mai Động - SVĐ Quốc gia Mỹ Đình)                       |                                                            | ... - Huỳnh Thúc Kháng - Nguyễn Chí Thanh - La Thành - ĐTC Cầu Giấy -... |
| 27(Bến xe Yên Nghĩa - Bến xe Nam Thăng Long)              |                                                            | Chiều đi:... - ĐTC Cầu Giấy -... Chiều về:... - ĐTC Cầu Giấy - Kim Mã - Nguyễn Chí Thanh -... |
| 28(Bến xe Nước Ngầm - Đại học Mỏ)                         |                                                            | ... La Thành - Giảng Võ - Ngọc Khánh - Kim Mã - Liễu Giai - Nguyễn Chí Thanh -... - ĐTC Cầu Giấy -... |
| 31(Bách Khoa - Đại học Mỏ)                                |                                                            | ... - Yên Phụ -... |
| 32(Nhổn - Bến xe Giáp Bát)                                |                                                            | Chiều đi:... - Điện Biên Phủ - Trần Phú - Kim Mã - Liễu Giai - Nguyễn Chí Thanh -... - ĐTC Cầu Giấy -... Chiều về:... - ĐTC Cầu Giấy - Kim Mã - Nguyễn Thái Học -... |
| 33(Cụm công nghiệp Thanh Oai- Xuân Đỉnh)                  |                                                            | ... - Bưởi -... |
| 34(Bến xe Mỹ Đình - Trung tâm hành chính huyện Gia Lâm)   |                                                            | Chiều đi:... - ĐTC Cầu Giấy - Kim Mã - Nguyễn Thái Học -... Chiều về:... - Điện Biên Phủ - Trần Phú - Kim Mã - Liễu Giai - Nguyễn Chí Thanh -... - ĐTC Cầu Giấy -... |
| 36(Yên Phụ - Linh Đàm)                                    |                                                            | ... - Yên Phụ - Hàng Đậu -... |
| 38(Nam Thăng Long - Mai Động)                             |                                                            | Chiều đi:... - Bưởi - ĐTC Cầu Giấy - Kim Mã - Núi Trúc - Nam Cao - Trần Huy Liệu - Giảng Võ - Giang Văn Minh - Kim Mã - Nguyễn Thái Học -... Chiều về:... - Lê Trực - Trần Phú - Sơn Tây - Tòa nhà PTA Kim Mã - Giảng Võ - Núi Trúc - Kim Mã - Đào Tấn -... |
| 41(Nam Thăng Long - Bến xe Giáp Bát)                      |                                                            | Chiều đi:... - Yên Phụ - Hàng Đậu - Quán Thánh - Cửa Bắc - Nguyễn Tri Phương - Điện Biên Phủ - Lê Hồng Phong - Chu Văn An -... Chiều về:... - Chu Văn An - Lê Hồng Phong - Điện Biên Phủ - Nguyễn Tri Phương - Phan Đình Phùng - Hàng Đậu - ĐTC Long Biên - Yên Phụ -... |
| 45(Times City - Nam Thăng Long)                           |                                                            | Chiều đi:... - Điện Biên Phủ - Hoàng Diệu - Nguyễn Biểu - Quán Thánh -... Chiều về:... - Bưởi - Hoàng Hoa Thám - Phan Đình Phùng - Hoàng Diệu - Nguyễn Thái Học -... |
| 47A(Long Biên - Bát Tràng)                                |                                                            | Long Biên - Yên Phụ -... |
| 49(Trần Khánh Dư - Nhổn)                                  |                                                            | Chiều đi: ... - Giảng Võ - La Thành - ĐTC Cầu Giấy -... Chiều về:... - ĐTC Cầu Giấy - La Thành - Thành Công - Láng Hạ - Giảng Võ -... |
| 50(Long Biên - KĐT Vân Canh)                              |                                                            | Chiều đi: Long Biên - Yên Phụ - Thanh Niên - Hùng Vương - Phan Đình Phùng - Hoàng Diệu - Trần Phú - Tòa nhà PTA Kim Mã - Giảng Võ - Núi Trúc - Kim Mã - Nguyễn Chí Thanh -... Chiều về:... - Nguyễn Chí Thanh - Kim Mã - Núi Trúc - Nam Cao - Trần Huy Liệu - Giảng Võ - Giang Văn Minh - Kim Mã - Nguyễn Thái Học - Hoàng Diệu - Nguyễn Biểu - Quán Thánh - Thanh Niên - Yên Phụ - Long Biên                                                                                 |
| 54(Long Biên - Thành phố Bắc Ninh)                        |                                                            | Long Biên - Yên Phụ -... |
| 55A(Times City - Cầu Giấy)                                |                                                            | ... - Yên Phụ -... |
| 55B(TTTM AeonMALL Long Biên - Cầu Giấy)                   |                                                            | ... - Yên Phụ -... |
| 58(Yên Phụ - BVĐK Mê Linh)                                |                                                            | Long Biên - Yên Phụ -... |
| 65(Thụy Lâm - Long Biên)                                  |                                                            | ... - Yên Phụ - Long Biên |
| 68(Hà Đông - Sân bay Nội Bài)                             |                                                            | ... - ĐTC Cầu Giấy - Bưởi -... |
| 86(Ga Hà Nội - Sân bay Nội Bài)                           | Hoạt động Thứ 2 đến 18:00 Thứ 6 hàng tuần                  | ... - Yên Phụ -... |
| 86CT(Ga Hà Nội - Sân bay Nội Bài)                         | Hoạt động 18:00 Thứ 6 đến Chủ nhật (tránh tuyến phố đi bộ) | ... - Yên Phụ -... |
| 90(Hào Nam - Sân bay Nội Bài)                             |                                                            | Chiều đi: ... - Giảng Võ - Núi Trúc - Kim Mã - Đào Tấn - Đường Bưởi -... Chiều về:... - Đường Bưởi - Cầu Giấy - Kim Mã - Kim Mã (bên trong tòa nhà số 1 Kim Mã) - Giảng Võ -... |
| 98(Yên Phụ - TTTM AeonMALL Long Biên)                     |                                                            | Long Biên - Yên Phụ -... |
| 99(Kim Mã - Ngũ Hiệp)                                     |                                                            | Chiều đi: Bến xe Kim Mã - Giảng Võ -... Chiều về:... - Giang Văn Minh - Kim Mã - Bến xe Kim Mã |
| 100(Long Biên - KĐT Đặng Xá)                              |                                                            | Long Biên - Yên Phụ -... |
| 107(Kim Mã - Làng VHCDT Việt Nam)                         |                                                            | Chiều đi: Bến xe Kim Mã - Giảng Võ - Núi Trúc - Kim Mã - Liễu Giai - Nguyễn Chí Thanh -... Chiều về:... - Nguyễn Chí Thanh - Kim Mã - Bến xe Kim Mã |
| 142(Nam Thăng Long - Vincom Long Biên)                    |                                                            | ... - Đào Tấn - Kim Mã - Tòa nhà PTA Kim Mã - Giảng Võ -... |
| 143(Hào Nam - Thị trấn Đông Anh)                          |                                                            | Chiều đi: ... - Giang Văn Minh - Kim Mã - Nguyễn Thái Học - Hoàng Diệu - Phan Đình Phùng - Hàng Đậu - ĐTC Long Biên - Yên Phụ -... Chiều về:... - Yên Phụ - ĐTC Long Biên - Hàng Đậu - Quán Thánh - Nguyễn Biểu - Hoàng Diệu - Trần Phú - Sơn Tây - Tòa nhà PTA Kim Mã - Giảng Võ -... |
| 144(Đại học Mỏ - Trần Khánh Dư)                           |                                                            | Chiều đi: ... - Bưởi - Hoàng Hoa Thám - Văn Cao - Liễu Giai - Kim Mã - Tòa nhà PTA Kim Mã - Giảng Võ -... Chiều về: ... - Giảng Võ - Núi Trúc - Kim Mã - Liễu Giai - Văn Cao -... |
| 146(Hào Nam - Khu liên cơ quan Sở ngành Hà Nội - Hào Nam) |                                                            | Chiều đi: ... - Giảng Võ - Núi Trúc - Kim Mã - Liễu Giai - Nguyễn Chí Thanh - La Thành - Cầu Giấy (đường trên) - Bưởi -... - Yên Phụ - Hàng Đậu - Quán Thánh -... Chiều về:... - Yên Phụ -... - Bưởi - Cầu Giấy (đường dưới) -La Thành - Nguyễn Chí Thanh - Kim Mã - Tòa nhà PTA Kim Mã - Giảng Võ -... |
| 159(BV Nhiệt đới TW CS2 - Times City)                     |                                                            | ... - Bưởi - Đội Cấn - Liễu Giai - Kim Mã - Nguyễn Thái Học -... |
| E02(Hào Nam - Vinhomes Ocean Park)                        |                                                            | Chiều đi: ... - Giang Văn Minh - Kim Mã - Nguyễn Thái Học -... Chiều về:... - Điện Biên Phủ - Trần Phú - Tòa nhà PTA Kim Mã - Giảng Võ -... |
| E03(Cầu Diễn - KĐT Vinhomes Ocean Park)                   |                                                            | ... - Huỳnh Thúc Kháng -... |
| E05(Long Biên - Cầu Giấy - Vinhomes Smart City)           |                                                            | Chiều đi: ĐTC Long Biên - Yên Phụ - Thanh Niên -... - Văn Cao - Liễu Giai - Đào Tấn - Đường Bưởi (đường dưới bên bờ sông Tô Lịch) - Cầu Giấy (hè trước tường rào trường Đại học giao thông vận tải) - ĐTC Cầu Giấy - Cầu Giấy (hè trước tường rào vườn thú Hà Nội) -... Chiều về:... - Đường Bưởi - Đào Tấn - Liễu Giai - Văn Cao - Hoàng Hoa Thám - Hùng Vương - Thanh Niên - Yên Phụ - ĐTC Long Biên                                                                        |
| E07(Long Biên - Cửa Nam - Vinhomes Smart City)            |                                                            | Chiều đi: ... - Điện Biên Phủ - Trần Phú - Kim Mã - Liễu Giai - Nguyễn Chí Thanh -... Chiều về:... - Nguyễn Chí Thanh - Liễu Giai - Kim Mã - Nguyễn Thái Học -... |
| E08(Khu liên cơ quan Sở ngành Hà Nội - Times City)        |                                                            | Chiều đi: ... - Đào Tấn - Kim Mã - Nguyễn Thái Học -... Chiều về:... - Chu Văn An - Trần Phú - Kim Mã - Đào Tấn -... |
| E09(Vinhomes Smart City - Công viên nước Hồ Tây)          |                                                            | Chiều đi: ... - Nguyễn Thái Học - Hoàng Diệu - Phan Đình Phùng - Hàng Đậu - ĐTC Long Biên - Yên Phụ - ... Chiều về:... - Yên Phụ - ĐTC Long Biên - Hàng Đậu - Quán Thánh - Nguyễn Biểu - Hoàng Diệu - Trần Phú - Chu Văn An -... |